# Escudo de las Islas Vírgenes de los Estados Unidos
Las islas Vírgenes de los Estados Unidos no poseen escudo de armas oficial. En lugar de ello se usa el escudo oficial de fondo azul en cuya parte superior hay un mapa verde con una casa y dos banderas, la estadounidense y la danesa, pues EE. UU. compró dichas islas a Dinamarca en 1917.
- Datos: Q331460
- Multimedia: Coats of arms of the United States Virgin Islands / Q331460